# 中国国民党南京特别市执行委员会 (汪精卫政权)
中国国民党南京特别市执行委员会，即中国国民党南京特别市党部，是中国抗日战争期间汪精卫领导的中国国民党的市级组织，于1940年1月成立，1945年8月16日解散。

## 历史
1939年11月成立筹备处，地址位于慈悲社。1940年1月正式成立。1940年10月改组，迁至九条巷。1945年7月召开第一次党员代表大会，8月16日解散。

## 组织结构
设总务、组织、宣传、社会服务四科（1945年7月改为处），及调查、社会、宣传、特种社团四个计划委员会。另下辖10个区级党部。